# Обсерватория Верхнего Прованса
Обсерватория Верхнего Прованса (фр. Observatoire de Haute-Provence, OHP) — астрономическая обсерватория, основанная в 1937 году в Сен-Мишель-л’Обсерватуар (департамент Альпы Верхнего Прованса, Франция). Первые астрономические наблюдения начались в 1943 году, с применением телескопа-рефлектора 1,2 м. Первые научные работы были изданы в 1944 году.
Обсерватория расположена на юго-востоке Франции, приблизительно в 90 км к востоку от Авиньона и в 100 км к северу от Марселя на высоте 650 м над уровнем моря.
Место для обсерватории было выбрано из-за благоприятных условий наблюдения (примерно 60 % ночей в году — благоприятны). В обсерватории было открыто более 500 астероидов и 31 экзопланета. В 1995 году Мишелем Майором и Дидье Кело в Обсерватории Верхнего Прованса была открыта 51 Пегаса b — первая обнаруженная экзопланета, обращающаяся вокруг солнцеподобной звезды. За это открытие Майор и Кело в 2019 году были удостоены Нобелевской премии по физике.